# Shikumisen
Shikumisen was een overeenkomst waarbij buitenlandse rederijen, vooral uit Hongkong, een schip lieten bouwen in Japan waarbij de  financiering gebaseerd was op een langetermijncharter van een Japanse rederij of verscheper, charter-back genaamd. Japanse scheepsbouwers financierden hierbij indirect de schepen die bij hen gebouwd werden via de verschepers en rederijen. Hoewel de charter-back-constructie vaker voorkomt, was de schaal waarop dit plaatsvond bij het shikumisen-systeem ongekend.  
Met het uitbreken van de Koreaanse Oorlog in 1950 begon voor Japan een sterke economische groei die aan zou houden tot in de jaren 1970. Dit creëerde onder meer een grote vraag naar scheepsruimte. De overheid stimuleerde dit middels de Japanse Ontwikkelingsbank (Japan Development Bank, JDB) die tot 65% van de bouwkosten financierde, met een kleiner aandeel voor de commerciële banken. De eigen inbreng van de rederijen kon daardoor beperkt blijven tot soms maar 5%.
Desondanks was dit niet voldoende om te voldoen aan de vraag naar scheepsruimte. Daarop werkten Japanse handelshuizen, verschepers en scheepsbouwers samen aan een alternatief. Hiertoe sloten Japanse verschepers charters af met buitenlandse rederijen die hun schepen in Japan lieten bouwen. Dit had een aantal voordelen. Zo konden de vooral Hongkongse rederijen onder goedkope vlag varen, vooral Liberiaans, waardoor er geen verplichting was voor een dure Japanse bemanning. Daarnaast konden buitenlanders aanspraak maken op zeer gunstige voorwaarden bij de Export-Import Bank voor de financiering van nieuwbouw in Japan. In 1971 kon zo 70% van de nieuwbouwprijs verkregen worden tegen 8,5%, terug te betalen in 7 jaar.
Met dit systeem kon het marktaandeel van de Japanse verschepers en handelshuizen vergroot worden, maar het was vooral voordelig voor de Japanse scheepsbouwers die al deze schepen mochten bouwen. Terwijl aan het begin van de jaren 1970 op deze manier 399 schepen van 11.062.000 dwt gecharterd werden, gold dit op het hoogtepunt in 1976 voor 1199 schepen van in totaal 50.609.000 dwt. Het bracht ook grote welvaart voor de Hongkongse scheepsmagnaten, waarvan Yue-Kong Pao de bekendste werd en met zijn Worldwide Shipping Group met meer dan 20 miljoen ton enige tijd de grootste scheepseigenaar.
Na 1975 werd het toegestaan aan Japanse banken om vestigingen te openen in het buitenland. Daarmee konden buitenlandse dochterondernemingen van Japanse rederijen gefinancierd worden die vervolgens ook met goedkope bemanningen konden varen, waarmee de Hongkongse reders gepasseerd konden worden en het gebruik van het shikumisen-systeem terug viel.